# Charles Pichon
Pour les articles homonymes, voir Pichon.
 (juin 2012).
Charles Pichon né le 17 octobre 1893 à Bagneux (Maine-et-Loire) et mort le 1 juin 1963 à Casablanca (Maroc), est un journaliste catholique engagé, qui fut le secrétaire général du Syndicat des journalistes français. Il est également connu comme espérantophone français.

## Biographie
Charles Pichon est le fils du latiniste René Pichon. Il est un spécialiste des questions religieuses et plus spécialement de celles concernant l’Église et le Vatican.

### Charles Pichon et le Vatican
Il est un spécialiste des questions religieuses et plus spécialement de celles concernant l’Église et le Vatican. Il a collaboré à divers journaux comme l’Écho de Paris et Le Figaro dont il a assuré la chronique Religion.
Il a entre autres écrits sur le Vatican, « la plus vieille institution du monde » des livres qui font références:
- Le pape et la Cité du Vatican, Plon, 1933.
- Le Vatican et le monde moderne, Éditions des Portiques, 1933
- Histoire du Vatican, S.E.F.I, 1946, prix Montyon 1947 de l’Académie française
- Le Vatican, Fayard, 1960
- Les Papes, Hachette, 1965, prix Marie-Eugène Simon-Henri-Martin 1966 de l’Académie française (avec Léonard Von Matt)

Il a pu s'appuyer sur son fils Mgr Dominique Pichon qui séjourna de nombreuses années au Vatican à la secrétairerie d'état en langue française où il collabora avec les papes Pie XII, Paul VI et Jean XXIII.

### Charles Pichon et Compostelle
Président du Comité France Espagne, il a joué un rôle majeur dans les relations entre la France et l'Espagne. Il a utilisé pour cela sa connaissance de l'Église et l'intérêt de l'utilisation du pèlerinage à Compostelle pour maintenir des relations entre les deux pays pendant la guerre civile et la Seconde Guerre mondiale. Il a organisé plusieurs pèlerinages au sanctuaire galicien.
En 1938, il obtient des autorités françaises l’autorisation d’organiser un pèlerinage à Saint-Jacques-de-Compostelle  sous la condition expresse que les pèlerins s’abstiennent en Espagne de toute activité politique. Trois cents participants répartis dans sept autocars sont accompagnés par les autorités espagnoles et les dirigeants du tourisme. Durant toutes les années de guerre, Charles Pichon s’est ensuite efforcé de promouvoir des pèlerinages comme symboles de paix entre peuples européens en guerre.
En 1950, Charles Pichon participe à la création de la Société française des amis de Saint-Jacques dont il est membre du Conseil d'Administration.
En 1951, Mgr Blanchet, recteur de l'Institut Catholique de Paris, conduit un pèlerinage organisé par Charles Pichon, (compte-rendu du Dr Henry Aurenche dans La Croix des 5 et 6 août 1951).
En 1962, le Puy commémore le millénaire de la consécration, par l'évêque Godescalc, de la chapelle de Saint-Michel l’Aiguilhe. L’archevêque de Compostelle Mgr. Quiroga y Palacios y participe en pèlerin et préside la cérémonie. Il est accueilli au Puy par Mgr Dolzome, évêque du Puy, accompagné, entre autres personnalités, par Charles Pichon, président du comité France-Espagne

### Charles Pichon et l'Espéranto
Il cofonda avec l'écrivain et espérantiste Ferdinand Duviard, la "Fédération française des jeunes espérantophones" (Francan Federacion de Junaj Esperantistoj). Charles Pichon collabora aux revues Juneco (Jeunesse) et La Revuo (La Revue) éditées toutes les deux en langue espéranto.
Il participa au congrès mondial d'espéranto de 1914 à Paris au cours duquel il fut le rédacteur en chef de la revue Juneco.